# Geografia Konga

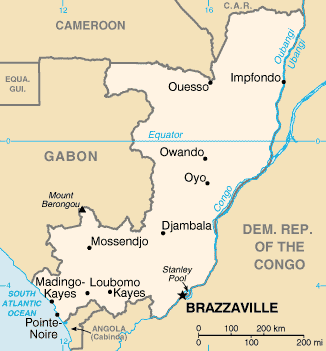
Mapa Konga

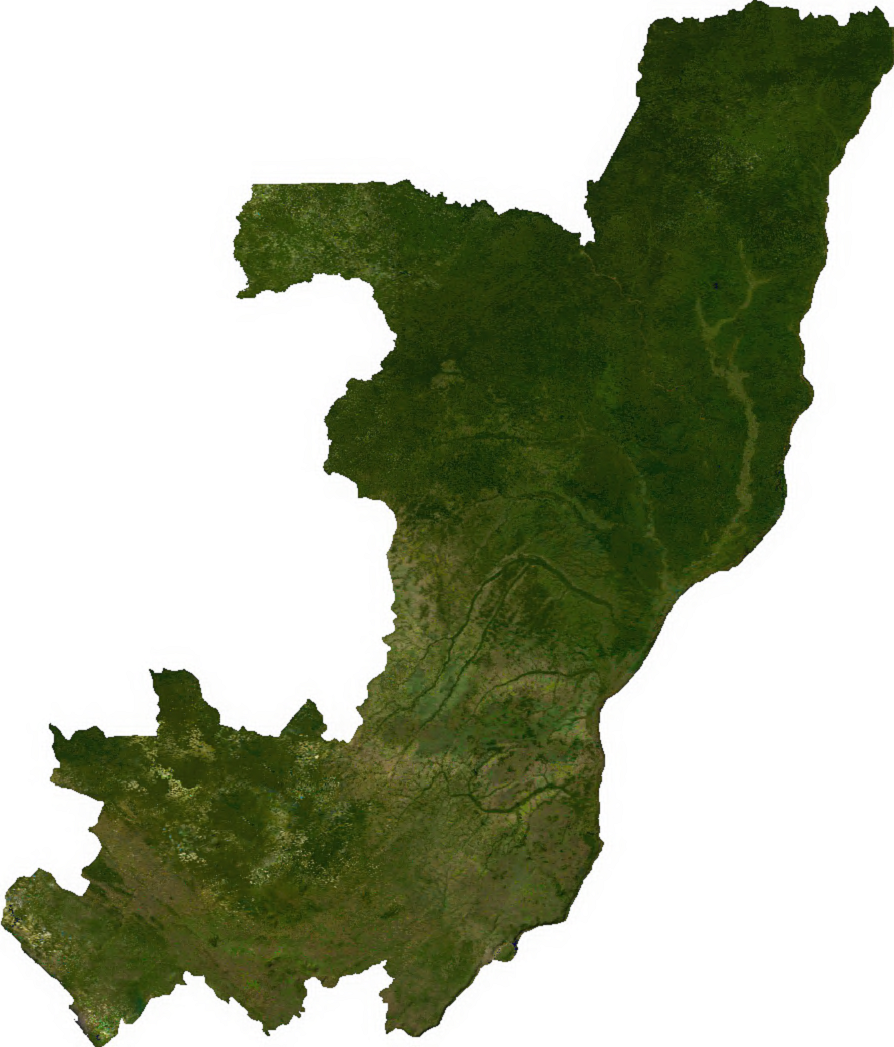
Satelitarne zdjęcie przedstawiające wycięty kontur kraju

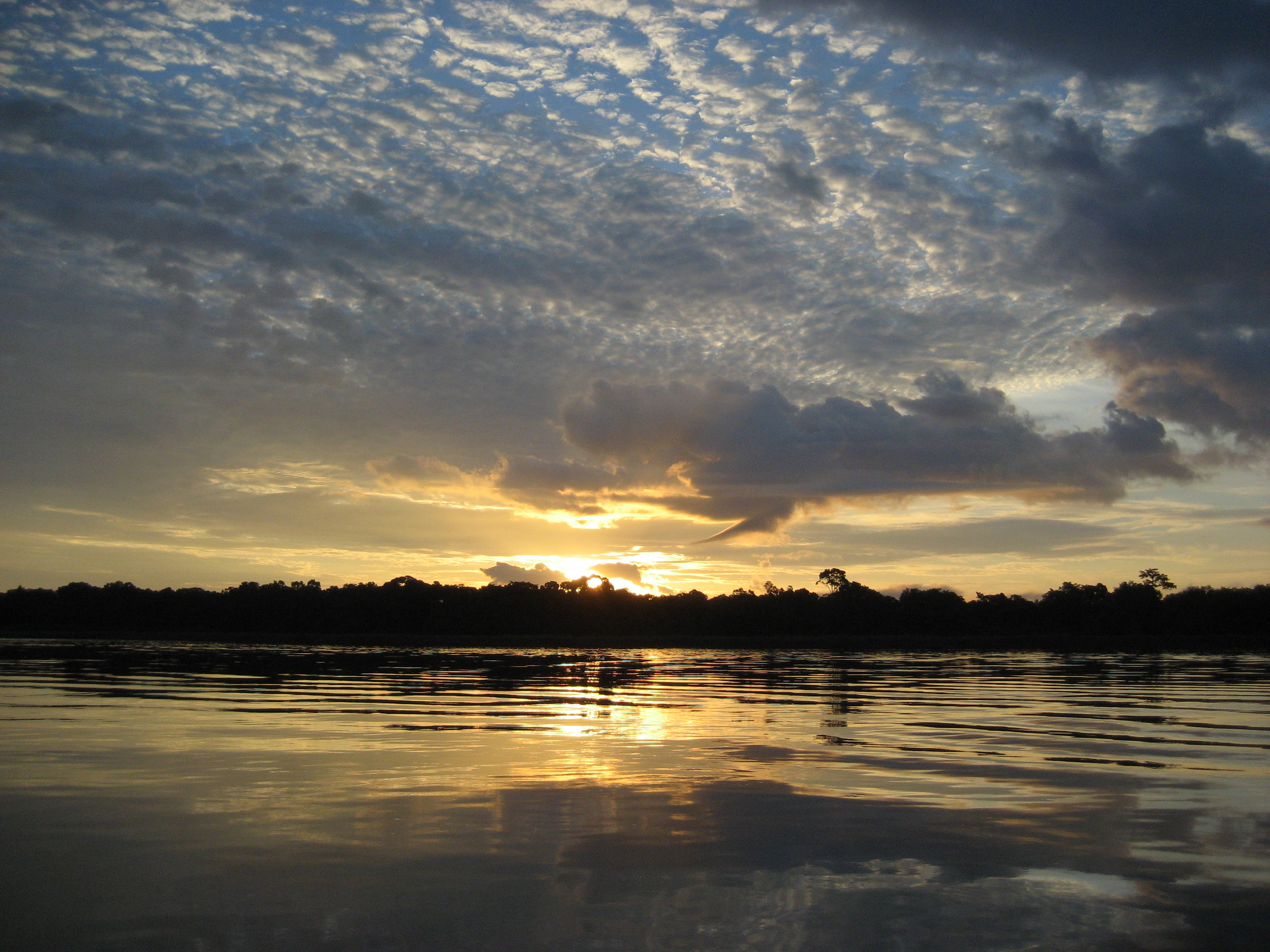
Rzeka Kongo będąca naturalną granicą państwa

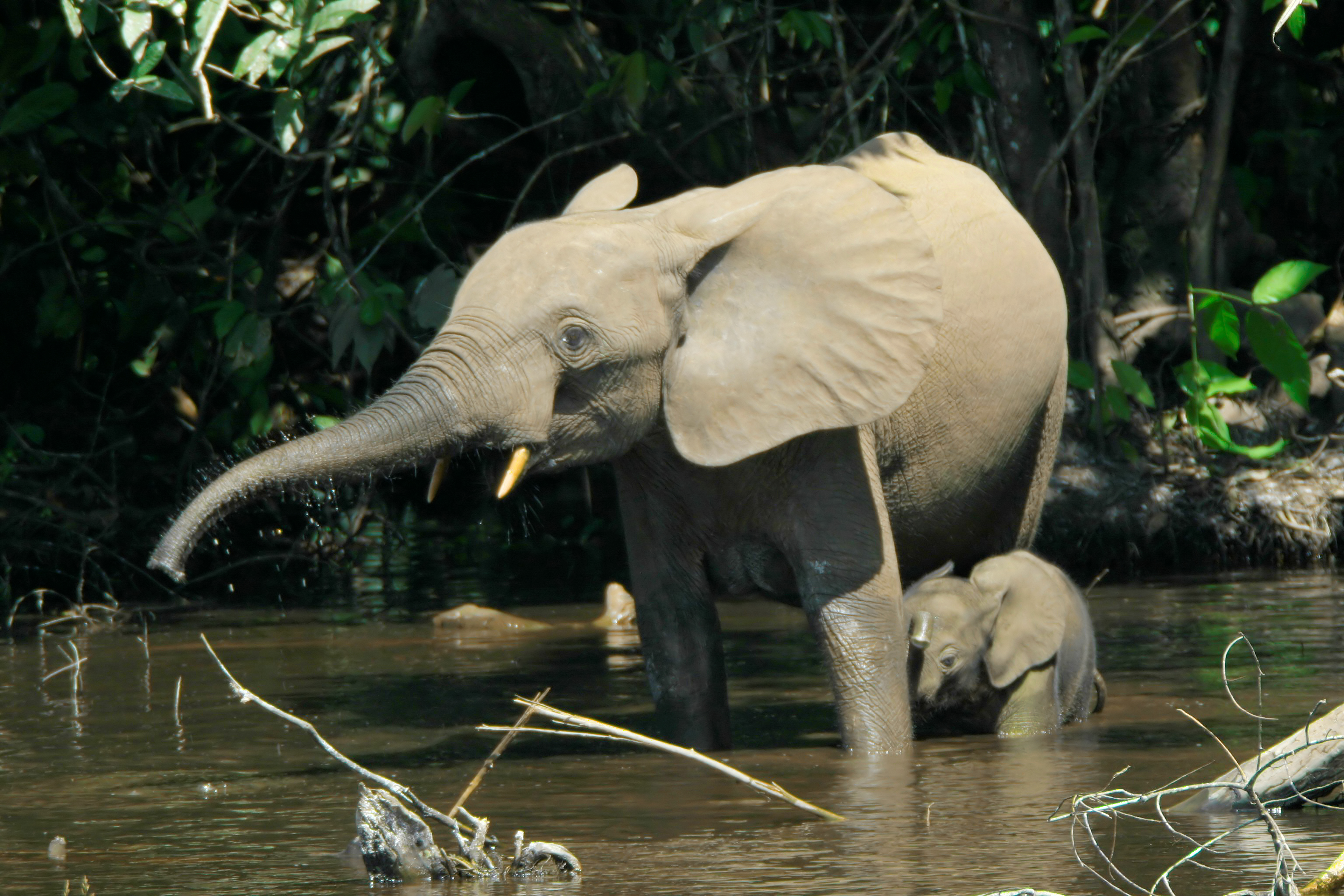
Słonie leśne w Kongo

Kongo (Republika Konga), dawniej nazywane Kongo-Brazzaville, jest średniej wielkości afrykańskim państwem leżącym w zachodniej części Afryki Środkowej. Kongo na zachodzie ma niewielki dostęp do Oceanu Atlantyckiego. Kraj leży po obu stronach równika. Nazwa kraju jest podobna do nazwy dawnego Zairu, który obecnie nazywa się Demokratyczną Republiką Konga. Obie te nazwy są zbieżne, ponieważ oba kraje leżą nad rzeką Kongo. Rzeka ta na długim odcinku stanowi granicę tychże krajów. Ponadto zarówno na obszarze Demokratycznej Republiki Konga, jak i we wschodniej części Republiki Konga, leży rozległa Kotlina Konga.

## Powierzchnia i granice
Powierzchnia – 342 000 km², jest zbliżona do powierzchni Polski.
Skrajne punkty – północny 3°44'N, południowy 4°54'S, zachodni 11°13'E, wschodni 18°46'E. Rozciągłość południkowa kraju wynosi około 959 km, zaś równoleżnikowa około 830 km. Ze względu na podłużny kontur kraju, Kongo ma szerokość około 300 km.
Kongo graniczy z następującymi krajami:
- Angola (Kabinda) – 201 km
- Gabon – 1903 km
- Kamerun – 523 km
- Republika Środkowoafrykańska – 467 km
- Demokratyczna Republika Konga – 2410 km

Długość linii brzegowej wynosi 169 km.

## Budowa geologiczna i rzeźba
Obszar Konga dzieli się na trzy regiony fizycznogeograficzne.
Nizinny pas nadbrzeżny na zachodzie kraju, którego szerokość nie przekracza 60 km. Linia brzegowa kraju jest słabo urozmaicona. Kongijskie wybrzeże w zasadzie nie posiada żadnych zatok, nie ma też półwyspów, ani wysp przybrzeżnych. Wiele odcinków wybrzeża ciągnie się niemal prostą linią, bez jakichkolwiek urozmaiceń. Jedyny półwysep znajduje się na południowym odcinku wybrzeża między miastami Loango i Pointe-Noire. Wybrzeże w większości jest płaskie i piaszczyste, miejscami tylko przy ujściach rzek zabagnione.
Płaskowyż Batéké jest drugim i najważniejszym regionie geograficznym Konga. Stanowi on bowiem trzon kraju, który jest zbudowanych ze skał prekambryjskich, które uformowały się około 600 mln lat temu. Na skałach prekambryjskich spoczywają młodsze pokłady skał osadowych. Najwyższy szczyt kraju, Mont Berongou, leży na pograniczu z Gabonem i ma 1040 m n.p.m. Zachodnią część płaskowyżu stanowią stare góry Mayombé, opadające stromą krawędzią do niziny nadmorskiej.
Resztę kraju stanowi wspomniana już wcześniej Kotlina Konga, jej fragment zajmuje północną część kraju. Płaskowyż Batéké łagodnie przechodzi w kierunku północnym i wschodnim w ową kotlinę. Sama kotlina jest płaska i rozległa, a jej wysokość nad poziomem morza wynosi około 300 metrów. W Kotlinie Konga ciągną się w wielu miejscach zabagnione doliny rzek.

## Klimat
W kraju wstępują dwa typy klimatu. Przeważająca część kraju leży w strefie klimatu równikowego wilgotny, a południowo-zachodnia część kraju w strefie klimatu podrównikowego suchego.
Klimat równikowy zajmuje całą Kotlinę Konga i północną część płaskowyżu. Charakteryzuje się on stałymi i wysokimi temperaturami, rzędu od 24 do 27 °C i wysokimi opadami. Średnio w północnej części kraju spada ponad 1500 mm deszczu. Maksimum wynosi 2000 mm.
Południowo-zachodnia część kraju to klimat podrównikowy suchy. Amplitudy temperatur są tam większe i występuje wyraźna pora sucha, zaczynająca się w maju i kończąca w październiku. Średni opad to około 1000 mm rocznie.
Na wybrzeżu panuje podobny klimat, jednak opady są wyższe ze względu na wpływ oceanu. Rocznie spada 2000 mm, a nawet więcej.

## Wody
Większa część kraju jest odwadniana przez rzekę Kongo, która płynie wzdłuż granicy z Demokratyczną Republiką Konga na odcinku 780 km. Drugą rzeką graniczną dalej na północy jest Ubangi, będąca głównym dopływem Konga. Rzeka stanowi północny odcinek granicy z Demokratyczną Republiką Konga na długości 545 km. Południowa część kraju należy do zlewiska Oceanu Atlantyckiego, gdzie główną rzeką jest Kouilou, która uchodzi do Atlantyku. Rzeka ta odznacza się dużym przepływem, dzięki czemu w roku 1962 zbudowano hydroelektrownię. Dzięki budowie tamy na Kouilou powstał sztuczny zbiornik. Wszystkie rzeki w kraju są stałe, a sieć rzeczna jest gęsta, czego przyczyną są duże opady.

## Gleby
W całym Kongo przeważają ubogie pokrywy glebowe. Do głównych gleb należą ferrality, barwy czerwonożółtej. Zabagnione obszary Kotliny Kongo są pokryte glejsolami. Południowe obszary płaskowyżu Batéké, gdzie klimat jest bardziej suchy występują czerwone gleby ferruginowe.

## Flora
Szata roślinna uzależniona jest od ukształtowania terenu i warunków hydrologicznych. Większość Konga pokryta jest lasami tropikalnymi, które zajmują około 60% powierzchni kraju. W wielu miejscach lasy występują wraz z gęstymi sawannami drzewiastymi. Lasy są bogate gatunkowo, zwłaszcza w północnej części kraju. Cechują się piętrowością i brakiem sezonowości w procesach fizjologicznych. Do gatunków drzew należą poza eukaliptusami także drzewa kapokowe, tzw. puchowce, osiągające nawet 70 metrów wysokości, a także bananowce. Występuje obfitość lian, mchów i porostów.
Sawanny występujące na płaskowyżu w głównej mierze są porośnięte akacjami i wysokimi trawami, które usychają w porze suchej.

## Fauna
W wilgotnych lasach tropikalnych żyje wiele gatunków małp i przede wszystkim ptaków. Powszechne są węże m.in. jadowita mamba. Nad rzekami występują hipopotamy. Sawanny zaś są zamieszkiwane przez żyrafy i antylopy. Z wielkich kotów powszechne są lamparty. Utrapieniem w kraju są muchy tse-tse, których ukąszenie może spowodować śpiączkę.
W celu ochrony przyrody utworzono Park Narodowy Odzala, znajdujący się w środkowo-zachodniej części kraju. Istnieje także kilka rezerwatów. Obszary objęte ochroną zajmują 3,4% powierzchni Konga.